# Akron (Míchigan)
Akron es una villa ubicada en el condado de Tuscola en el estado estadounidense de Míchigan. En el Censo de 2010 tenía una población de 402 habitantes y una densidad poblacional de 164,77 personas por km².

## Geografía
Akron se encuentra ubicada en las coordenadas 43°34′0″N 83°30′52″O / 43.56667, -83.51444. Según la Oficina del Censo de los Estados Unidos, Akron tiene una superficie total de 2.44 km², de la cual 2.44 km² corresponden a tierra firme y (0%) 0 km² es agua.

## Demografía
Según el censo de 2010, había 402 personas residiendo en Akron. La densidad de población era de 164,77 hab./km². De los 402 habitantes, Akron estaba compuesto por el 96.27% blancos, el 0% eran afroamericanos, el 0.25% eran amerindios, el 0% eran asiáticos, el 0% eran isleños del Pacífico, el 0.5% eran de otras razas y el 2.99% pertenecían a dos o más razas. Del total de la población el 6.22% eran hispanos o latinos de cualquier raza.